# 霞目駐屯地

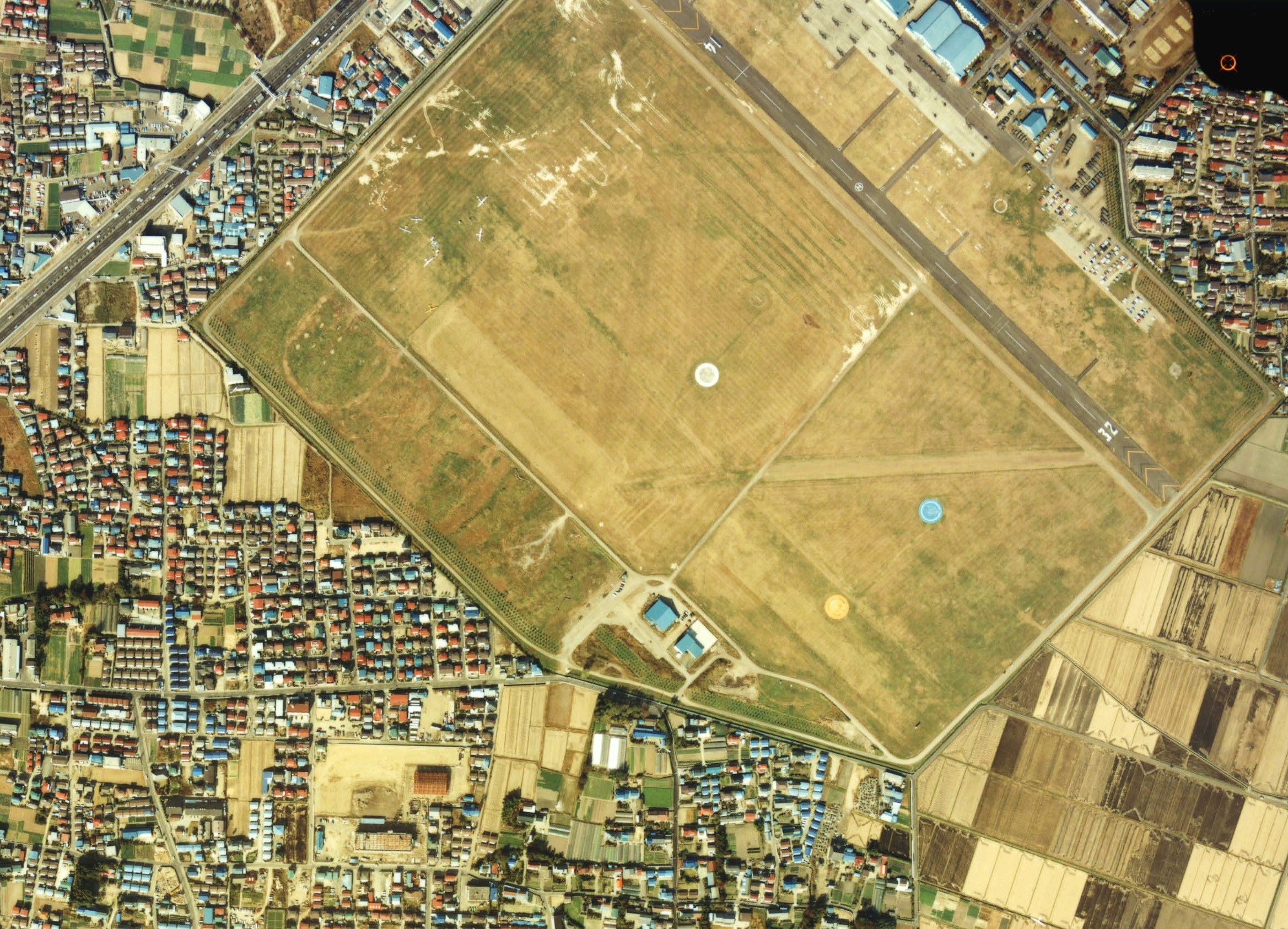
霞目駐屯地付近の空中写真。（1984年撮影）

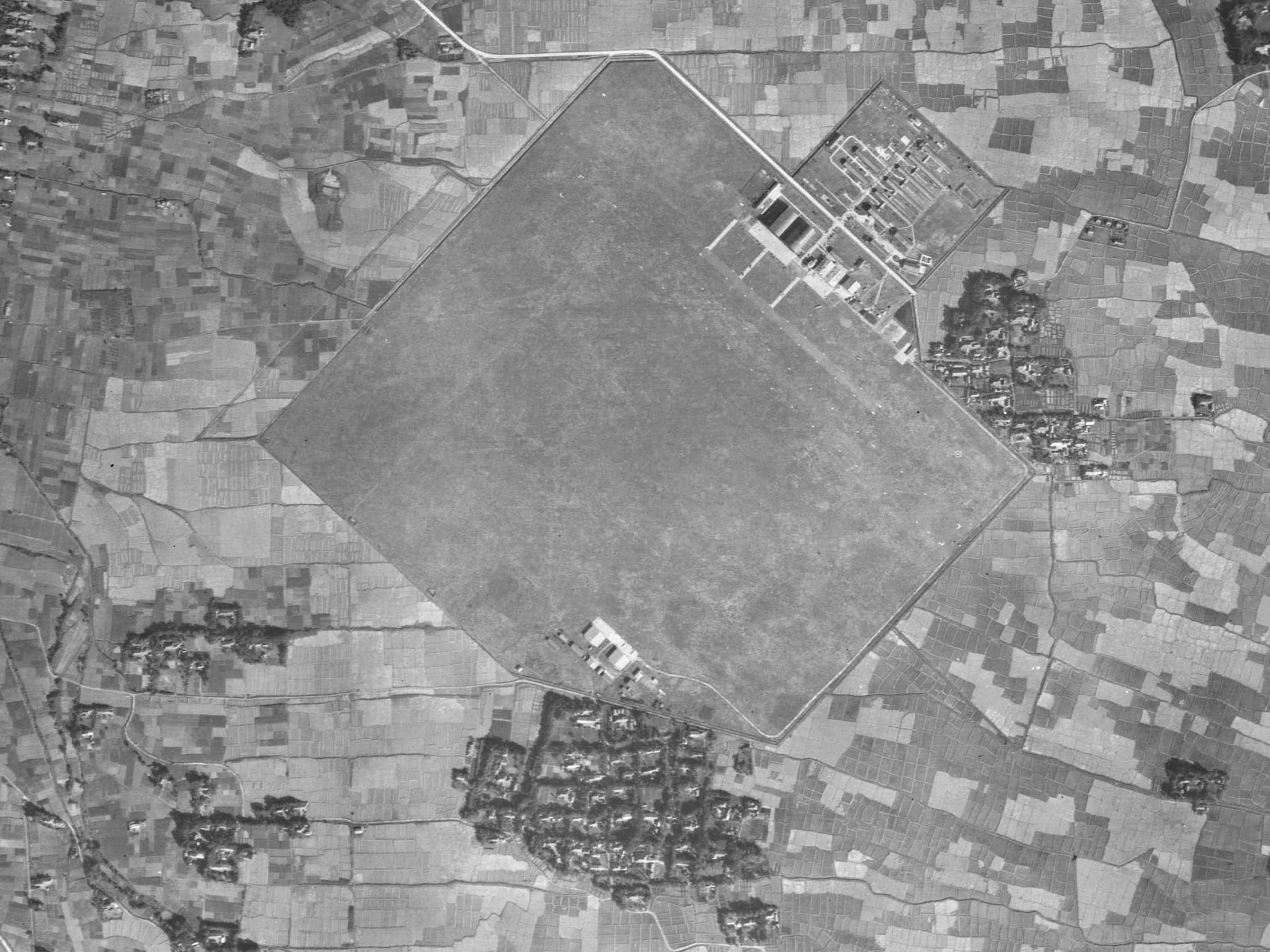
旧陸軍仙台飛行場の空中写真（1947年撮影）

霞目駐屯地（かすみのめちゅうとんち、JGSDF Camp Kasuminome）は、宮城県仙台市若林区霞目1-1-1に所在する、東北方面航空隊等が駐屯する陸上自衛隊の駐屯地である。

## 概要
東北方面航空隊長が霞目駐屯地司令を兼ねる。霞目駐屯地は、昭和の初めに建設された仙台飛行場の敷地を引き継いだものである。駐屯地内に「霞目飛行場」がある。

### 仙台飛行場
仙台飛行場は郵便物の空輸を目的に逓信省所管の飛行場として設置された。着工は1932年（昭和7年）で、1933年（昭和8年）に落成式が行われた。民間機や軍用機がここに発着するようになり、その後も段階的に拡張されて整備が続いた。1937年（昭和12年）になると、東京と札幌の間を、仙台飛行場と青森を経由して結ぶ定期路線が開設された。東京札幌間の所要時間は6時間だった。運航機材はフォッカーの双発機で、郵便物と定員7名の旅客を載せて1日1便が運行され、夏季にはさらに臨時便が飛んだ。また、仙台に本社を置く新聞社河北新報はここに、宣伝飛行用および写真撮影用の専用機を配備していた。
1938年（昭和13年）に逓信省航空局仙台乗員養成所がここに開設され、後に仙台地方航空機乗員養成所が併せて置かれた。これらの機関は非常時における臨時の飛行操縦士の養成を目的としたものであり、訓練生の衣食住は全て国費でまかなわれた。訓練生には軍隊と変わらないような課題が与えられ、修了者は6箇月間、軍隊に入隊してさらなる修練を積んだ。この期間が終わると、陸軍に入ったものは伍長として、海軍に入ったものは一等飛行兵曹として除隊し、民間の航空会社に入社するか、あるいは高等航空機乗員養成所へと進んだ。
霞目には第4代横綱「谷風」の墓があったが、飛行場の拡張時に工事区域に含まれたため1942年（昭和17年）に現在地に移転した。太平洋戦争中の1944年（昭和19年）に仙台飛行場は陸軍の管轄下に移り、仙台陸軍飛行学校仙台教育隊がここに置かれた。前年に入所していた第14期訓練生は陸軍兵長に転換されて、それぞれ戦闘機、爆撃機、偵察機の乗員として訓練され、やがては特攻機の訓練も行われるようになった。仙台飛行場で飛行訓練を受けた操縦士は1000名を超えたが、このうち290名が戦死した。
終戦後の1945年10月、仙台飛行場はアメリカ軍に接収され、レニア・フィールド、あるいはレイニア・エアフィールド(Lanier Airfield)と呼称された。アメリカ軍の特科大隊の一部がここに駐留し、残存していた練習機と攻撃機合わせて77機を処分した。1947年（昭和22年）、進駐軍は霞目飛行場の拡張工事に使う土を得るため、隣接地にある遠見塚古墳の一部を破壊した。
1951年（昭和26年）にサンフランシスコ講和条約が調印されると、仙台市は仙台飛行場が戦前のような民間機が発着する飛行場となる事を期待したが、1952年（昭和27年）に締結された日米安全保障条約によってレニア・フィールドは無期限にアメリカ軍が使用するものと決められた。その後、仙台市は仙台飛行場をアメリカ軍と民間の供用飛行場とする方策を模索したが、これも実現はしなかった。1955年（昭和30年）に仙台飛行場はアメリカ軍と自衛隊の供用地となり、ここに陸上自衛隊第6管区航空隊が置かれ、多賀城駐屯地霞目分屯地となった。その後、1957年（昭和32年）10月にアメリカ軍がここを撤収し、同年12月に陸上自衛隊の霞目駐屯地となった。
2011年（平成23年）3月11日：東北地方太平洋沖地震（東日本大震災）が発生。霞目飛行場がある場所は海岸から約5km内陸に位置していたものの、飛行場の南東に隣接する水田まで津波が到達した。しかし、飛行場は水田と比べて1mほど高い位置にあり、また盛り土構造の仙台東部道路が防波堤の役割を果たしたこともあり、浸水は免れた。日本全国から陸上自衛隊や様々な機関のヘリコプターが飛来し、活動拠点や輸送・補給拠点などとして機能した。最大時の2011年（平成23年）4月7日には64機が使用した。同地震に伴う津波で仙台市消防ヘリポートが使用不能になったため、同ヘリポートを基地とする宮城県防災航空隊および仙台市消防航空隊は霞目飛行場に移転。また、災害医療に従事する全国のDMATとドクターヘリが、霞目飛行場を広域拠点の1つとして使用した。

## 沿革
陸上自衛隊霞目分屯地
- 1955年（昭和30年）：陸上自衛隊第6管区航空隊が置かれ、多賀城駐屯地の霞目分屯地となる。

陸上自衛隊霞目駐屯地
- 1957年（昭和32年）12月10日：霞目駐屯地が開設[6][10]。
- 1962年（昭和37年）1月18日：東北方面航空隊を霞目駐屯地で編成[6]。
- 1976年（昭和51年）3月26日：東北方面輸送隊を霞目駐屯地で編成[6]。
- 1984年（昭和59年）：日米地位協定第2条第4項（b）の適用施設・区域（一時共同使用）として在日米軍に提供される（施設・区域名: 霞の目飛行場、 Kasuminome Airfield, FAC 2066）[11]。
- 2006年（平成18年）3月27日：部隊改編。

1. 東北方面輸送隊を東北方面後方支援隊隷下に編入[6]。
2. 東北方面後方支援隊隷下に第105輸送業務隊を新編。

- 2007年（平成19年）5月：「霞目駐屯地」創立50周年記念行事を挙行[6]。
- 2015年（平成27年）3月26日：第399会計隊が廃止され、第416会計隊霞目派遣隊が設置される[12]。
- 2018年（平成30年）3月26日：東北方面輸送隊第105輸送業務隊を陸上自衛隊中央輸送隊第2方面分遣隊に改編。

## 駐屯部隊

### 東北方面隊隷下部隊
- 東北方面航空隊
  - 東北方面航空隊本部
  - 東北方面航空隊本部付隊
  - 東北方面ヘリコプター隊：UH-1
  - 東北方面管制気象隊
  - 東北方面航空野整備隊
- 東北方面後方支援隊
  - 東北方面輸送隊
    - 東北方面輸送隊本部
    - 東北方面輸送隊本部付隊
    - 第309輸送中隊：74式特大型トラック
    - 第302輸送隊：73式特大型セミトレーラ
- 東北方面会計隊
  - 第416会計隊
    - 霞目派遣隊
- 東北方面システム通信群
  - 第103基地システム通信大隊
    - 第303基地システム通信中隊
      - 霞目派遣隊
- 霞目駐屯地業務隊

### 防衛大臣直轄部隊
- 警務隊
  - 東北方面警務隊
    - 第124地区警務隊
      - 霞目連絡班
- 陸上自衛隊中央輸送隊
  - 第2方面分遣隊
    - 隊本部

## 霞目飛行場
陸上自衛隊東北方面隊直轄部隊の航空隊が使用しているほか、滑走路外の飛行場南東端には宮城県警察航空隊のヘリポートがあり、ここをヘリコプターの離着陸の基地としている。
滑走路以外の広大な芝生では、休日にはグライダーの滑空場として市民にも利用されている。

## 資料展示施設
駐屯地内に「霞目駐屯地防衛館」があり、駐屯地の歴史、自衛隊の活動、旧陸軍関係の資料を展示している。

## その他
- 戦争映画『翼の凱歌』（1942年10月15日公開）の撮影には、航空機乗員養成所時代の当地が利用されている。
- 特撮映画『ガメラ2 レギオン襲来』（1996年7月13日公開）の作中では、仙台から避難する人々をヘリに乗せるための避難基地として登場した。また巨大レギオンの2度めの出現地点となり、ガメラと巨大レギオンの最初の戦闘の舞台となった。
  - ただし、実写部分のロケは千葉県木更津市の木更津駐屯地で行われており、同駐屯地の施設名称板等を当基地のものに似せた上で撮影が行われた。